# C. 헨리 고든

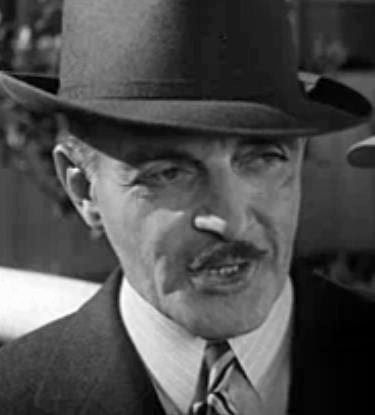

C. 헨리 고든(C. Henry Gordon, 1883년 6월 17일 ~ 1940년 12월 3일)은 미국의 배우이다. 본명은 헨리 래키(Henry Racke).
뉴욕에서 태어났으며 로스앤젤레스에서 사망하였다.

## 영화
- 타잔 - 글렌 모리스 편 (1938년)
- 찰리 찬 앳 더 올림픽 (1937년)
- 정복자 (1937년)
- 차지 오브 더 라이트 브리게이드 (1936년)
- 십자군 (1935년)
- 더 빅 브로드캐스트 오브 1936 (1935년)
- 나이트 플라이트 (1933년)
- 더 치프 (1933년)
- 콩고 (1932년)
- 래스퓨틴 앤 더 엠프리스 (1932년) - 그랜드 듀크 이고르 역
- 마타 하리 (1932년)
- 스카페이스 (1932년) - 구아리노 역